# Послание Аресибо

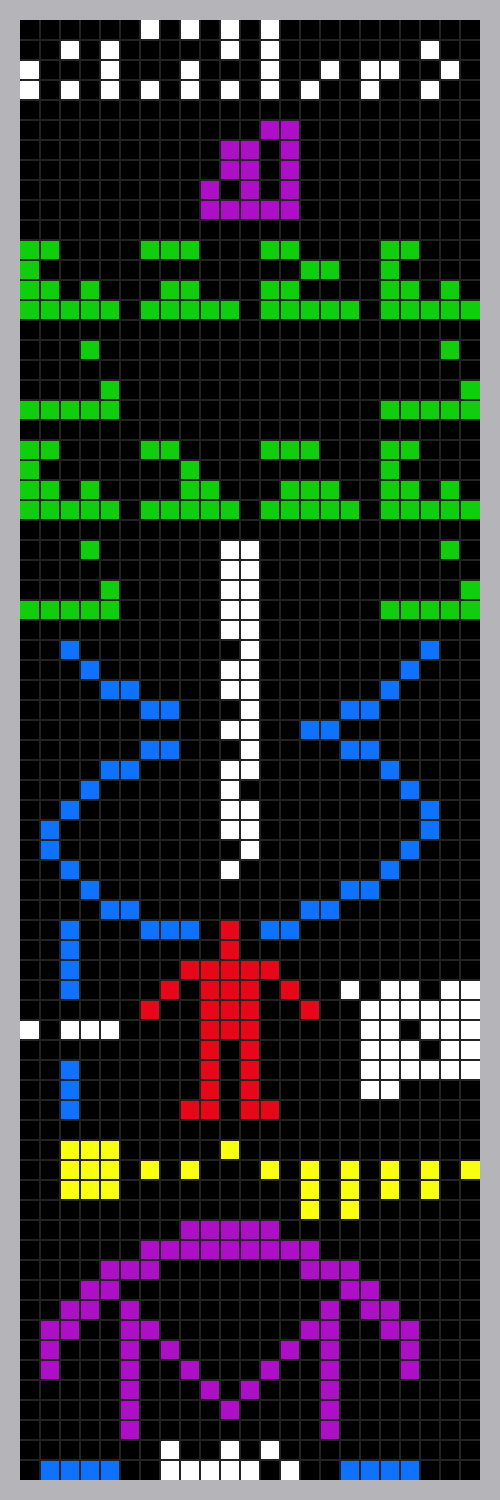
«Послание Аресибо» с цветовым выделением частей. Оригинальное послание не содержало цветовой информации

Посла́ние Ареси́бо — радиосигнал, который был послан 16 ноября 1974 года из обсерватории Аресибо (Пуэрто-Рико) в направлении шарового звёздного скопления М13, находящегося на расстоянии 25 000 световых лет в созвездии Геркулеса. Сообщение длилось 169 секунд, длина волны — 12,6 см.
Само сообщение было составлено Фрэнком Дрейком и Карлом Саганом. Его длина — 1679 цифр. 1679 — число полупростое, то есть является произведением двух простых чисел 23 и 73, и поэтому сообщение можно расположить в виде прямоугольника только двумя способами. При правильном расположении сообщения плотность чисел непостоянна (система упорядочена), при неправильном — плотность чисел почти постоянна (система хаотична). Учитывая тот факт, что количество информации определяется степенью упорядоченности системы, можно сказать, что вероятность того, что первый вариант содержит информацию, значительно выше того, что информация содержится во втором варианте. Исходя из этих соображений, предполагается, что получатель правильно выберет ширину и высоту прямоугольника.
Сверху вниз в сообщении отражены:
1. Числа от одного до десяти в двоичной системе.
2. Атомные числа (число протонов в ядре атома) химических элементов водорода, углерода, азота, кислорода и фосфора.
3. Молекулярные формулы компонент нуклеотидов ДНК (дезоксирибозы, фосфата и азотистых оснований).
4. Количество пар нуклеотидов в геноме человека и форма молекулы ДНК.
5. Информация о человеке и человечестве.
6. Информация о Солнечной системе.
7. Радиотелескоп в Аресибо и размеры передающей антенны.

Поскольку на доставку сообщения потребуется 25 000 лет, а также ещё 25 000 лет на любой ответ, послание Аресибо является скорее демонстрацией возможностей человечества, чем реальной попыткой вступить в контакт. За 12 лет до послания Аресибо в СССР был послан на Венеру радиосигнал «Мир», «Ленин», «СССР».

## Послание

### Первая часть — числа
Первая часть, выделенная белым, — последовательные числа от единицы до десяти в двоичной системе счисления, запись которых расположена вертикально.
Белый квадрат кодирует 1, чёрный — 0. Каждое число отделено промежутком от соседнего. Нижний белый квадрат является маркером младших разрядов и в число не входит. Числа от 1 до 7 представлены тройками квадратов, где каждая тройка занимает один столбец. Числа от 8 до 10 не помещаются в одну тройку (один столбец), потому что в двоичной системе они имеют 4 разряда; в этом случае старшие разряды смещаются вправо: в левом столбце расположены 3 квадрата, соответствующие младшим разрядам, а в правом — 4-й квадрат, соответствующий самому старшему разряду.
| Первая часть послания, представленная в виде единиц и нулей | 0   | 0   | 0   | 1   | 1   | 1   | 1   | ↰ 0 ↑ | ↰ 0 ↑ | ↰ 0 ↑ |
| Первая часть послания, представленная в виде единиц и нулей | 0   | 1   | 1   | 0   | 0   | 1   | 1   | 0 ↑   | 0 ↑   | 1 ↑   |
| Первая часть послания, представленная в виде единиц и нулей | 1   | 0   | 1   | 0   | 1   | 0   | 1   | 01    | 1     | 01    |
| Маркер младшего разряда                                     | ⇧   | ⇧   | ⇧   | ⇧   | ⇧   | ⇧   | ⇧   | ⇧     | ⇧     | ⇧     |
| Эти числа в двоичной системе счисления (в стандартном виде) | 001 | 010 | 011 | 100 | 101 | 110 | 111 | 1000  | 1001  | 1010  |
| Эти числа в десятичной системе счисления                    | 1   | 2   | 3   | 4   | 5   | 6   | 7   | 8     | 9     | 10    |

Синим цветом обозначен самый старший разряд в числах 8—10. Серыми стрелками для чисел 8—10 указано место, куда нужно переместить самый старший разряд, чтобы образовалось соответствующее число (в вертикальном виде).
Эта часть является «ключом» к прочтению чисел в остальных частях послания.

### Вторая часть — химические элементы
Вторая часть, выделенная фиолетовым, — необходимое руководство для чтения третьей части.
Это таблица 5×5, столбцы которой, если «читать» их способом, описанным выше, дают последовательность чисел 1, 6, 7, 8 и 15 — атомные номера соответственно водорода, углерода, азота, кислорода и фосфора (H, C, N, O, P). Все эти химические элементы являются важнейшими в биохимии (элементы-органогены) — из них построена ДНК. В отличие от предыдущей части, на каждую цифру отводится только один четырёхбитный столбик с маркером младшего разряда снизу.

### Третья часть — нуклеотиды ДНК
Наибольшая третья часть сообщения, выделенная зелёным, описывает строительные блоки ДНК — нуклеотиды, состоящие из дезоксирибозы, фосфата и азотистого основания (то есть из трёх компонентов). Состав каждой из компонент нуклеотидов описывается указанием количества химических элементов, оговорённых во второй части послания.

Например, дезоксирибоза (C5OH7) описывается так:
| Сообщение в двоичной системе (в вертикальном виде) | 1 | 1 | 0 | 0 | 0 |
| Сообщение в двоичной системе (в вертикальном виде) | 1 | 0 | 0 | 0 | 0 |
| Сообщение в двоичной системе (в вертикальном виде) | 1 | 1 | 0 | 1 | 0 |
| Маркер младшего разряда                            | ⇧ | ⇧ | ⇧ | ⇧ | ⇧ |
| Эти числа в десятичной системе                     | 7 | 5 | 0 | 1 | 0 |
| Соответствующие химические элементы                | H | C | N | O | P |

То есть: 7 атомов водорода, 5 углерода, 0 азота, 1 кислорода, 0 фосфора.
| \| Дезоксирибоза (C5OH7) \| Аденин (C5H4N5) \| \| Тимин (C5H5N2O2) \| Дезоксирибоза (C5OH7) \| \| Фосфат (PO4) \| \| \| \| Фосфат (PO4) \| \| \| \| \| \| \| \| \| \| \| \| \| \| Дезоксирибоза (C5OH7) \| Цитозин (C4H4N3O) \| \| Гуанин (C5H4N5O) \| Дезоксирибоза (C5OH7) \| \| Фосфат (PO4) \| \| \| \| Фосфат (PO4) \| |                   |  |                  |                       |
| Дезоксирибоза (C5OH7) | Аденин (C5H4N5)   |  | Тимин (C5H5N2O2) | Дезоксирибоза (C5OH7) |
| Фосфат (PO4) |                   |  |                  | Фосфат (PO4)          |
| |                   |  |                  |                       |
| |                   |  |                  |                       |
| Дезоксирибоза (C5OH7) | Цитозин (C4H4N3O) |  | Гуанин (C5H4N5O) | Дезоксирибоза (C5OH7) |
| Фосфат (PO4) |                   |  |                  | Фосфат (PO4)          |

| Примечание: |
| --- |
| Все указанные составные нуклеотидов ДНК находятся в связанном состоянии, поэтому их молекулярные формулы отличаются от таковых в свободном состоянии. Так, к примеру, связанные азотистые основания содержат на один атом водорода меньше, чем в свободном состоянии. |

Двенадцать элементов составляют изображение четырёх нуклеотидов ДНК (в таблице это показано четырьмя тройками ячеек). Дезоксирибозы и фосфаты по сторонам образуют «каркас» ДНК (серые ячейки в таблице), внутри которого находятся две пары азотистых оснований: аденин — тимин и гуанин — цитозин (голубые ячейки).
С этой частью получателю сообщается строение ДНК.

### Четвёртая часть — спираль ДНК
Вертикальный белый прямоугольник, состоящий из двух столбцов, в центре четвёртой части послания — число 4 294 441 822 (в двоичной системе):11111111111101111111101101011110. Оно должно означать приблизительное количество пар нуклеотидов (пар оснований) в геноме человека, хотя оно реально составляет примерно 3,1⋅109
Опоясывающая центр синяя двойная спираль показывает форму человеческой ДНК.

### Пятая часть — человечество
Если в предыдущих частях послания сообщались биохимические сведения, то пятая, состоящая из трёх подчастей, даёт общую информацию об анатомии и человечестве.
Бело-синий объект слева показывает рост человека:
- Белая часть: ⇧0111, в стандартном двоичном представлении — 1110, в десятичном — 14.
- Вертикальная синяя часть указывает на то, что речь идёт о высоте.

Сама высота должна рассчитываться как 14, умноженное на длину волны послания (12,6 см). Это даёт 176,4 см — приблизительный рост человека.
В центре красный объект изображает грубый эскиз (очертания, форму) человека. Конец (предыдущей) четвёртой части послания и начало (текущей) пятой — расположены в одной строке (пересекаются). Это указывает на связь ДНК с разумным существом (человеком), которые изображены в 4-й и 5-й частях послания.
| ⇧ | 0 1 0 1 ⤴ 1 0 1 ⤴ 1 0 1 ⤴ 1 ⤴ 1 ⤴ |

| ⇧ | 0 1 0 1 ⤴ 1 0 1 ⤴ 1 0 1 ⤴ 1 ⤴ 1 ⤴ |

| Примечание: |
| --- |
| Стрелками указаны места, куда нужно переместить более старшие разряды, чтобы образовалось соответствующее число (в горизонтальном виде). |

В стандартном двоичном представлении — 11111111110111111011111111110110,

в десятичном — число 4 292 853 750, которое равняется населению Земли на момент отправки сообщения в 1974 году.

### Шестая часть — Солнечная система
Шестая, выделенная жёлтым, часть послания описывает Солнечную систему (само Солнце и девять планет, включая Плутон, который рассматривался как планета в момент отсылки сообщения), а также указывает планету — источник сообщения.
Величина объектов показывает приблизительное соотношение размеров небесных тел. Солнце изображено квадратом 3x3, что даёт относительную величину 9. Пятая и шестая планеты, Юпитер и Сатурн, имеют размер 3, Уран и Нептун — 2, остальные по 1.
Положение Земли, источника сообщения и родной планеты человека, выделено сдвигом вверх, в направлении к фигурке человека из предыдущей части послания.

### Седьмая часть — телескоп
Седьмая, и последняя, часть послания содержит информацию о передатчике обсерватории Аресибо. Эскиз обсерватории выделен фиолетовым цветом, его ось находится точно под изображением Земли из шестой части.
Ниже идёт информация о диаметре телескопа:
| ⤹ | 1 0 1 0 1 0 ⇧ |

| ⤹ | 1 0 1 0 1 0 ⇧ |

| Примечание: |
| --- |
| Стрелкой указано место, куда нужно переместить более старшие разряды, чтобы образовалось соответствующее число. |

В стандартном двоичном представлении — 100101111110, в десятичном — 2430.
- Синяя часть — указание на то, что это информация о ширине.

Сама ширина рассчитывается как 2430, умноженное на длину волны послания, —12,6 см — что даёт 306,18 м — приблизительное значение диаметра антенны радиотелескопа Аресибо (в реальности равное 304,8 м).

## Техника
Для передачи информации использовалась частотная модуляция с девиацией 75 Гц и скоростью 10 бит/с, общее время излучения составляло 3 минуты, после каждого скачка частоты поддерживалась непрерывность фазы излучаемого колебания. Сообщение передавалось на длине волны 12,6 см. Мощность передатчика составляла 420 кВт.

## Расшифровка послания
Со времени отправки сообщения было проведено много дискуссий о возможности его обработки. Некоторые критики считают, что послание непонятно, требует многих математических трюков для расшифровки. Указывают, что если бы такое сообщение прибыло на Землю в 1800 году, оно не было бы понятно (хотя оно и не могло быть принято).

### Предпосылки
Следующие предпосылки, необходимые для расшифровки послания, подвергаются критике:

### Длина волны
Привязка некоторых данных к длине волны вполне корректна в связи с тем, что электромагнитные волны, преодолевая пространство, изменяют из-за эффекта Доплера свою длину весьма незначительно.

#### Прямоугольная форма
Получатель должен быть в состоянии понять простые числа как стороны прямоугольника. Вероятность успешной расшифровки значительно снижается, если наиболее привычной формой для получателя является не прямоугольник, а, например, распространённая у насекомых форма сот. Условием для расшифровки также является владение принимающей цивилизацией нашими знаниями в алгебре и геометрии.
Число 1679 раскладывается только на числа 23 и 73. Это фундаментальное свойство этого числа, не зависящее от системы счисления. Прямоугольник как основная форма с двумя измерениями и прямыми углами очевидна уже на простейшем уровне геометрии. Однако расположение прямоугольника не является очевидным и никак не задаётся. Из двух возможных расположений, вертикального и горизонтального, получателем должен быть выбран правильный.

Изображение при неправильном расположении прямоугольника

#### Информация как бинарное изображение
Когда прямоугольник узнан, должна использоваться бинарная система счисления, чтобы прочитать информацию. Теперь получатель должен быть в состоянии воспринимать информацию в оптическом (или каком-либо аналогичном) виде и узнавать изображённые объекты.

### Проверка
Первый вариант пиктограммы размером 1271=41×31 элементов разработал Франк Дрейк, который предложил расшифровать его участникам радиоастрономической конференции в Грин Бэнк, США. Аресибское послание Дрейк разрабатывал совместно с Карлом Саганом и другими. Подробнее об этом рассказано в книге Дрейка «Murmur of Earth» (Шёпот Земли).